# Latarka elektryczna

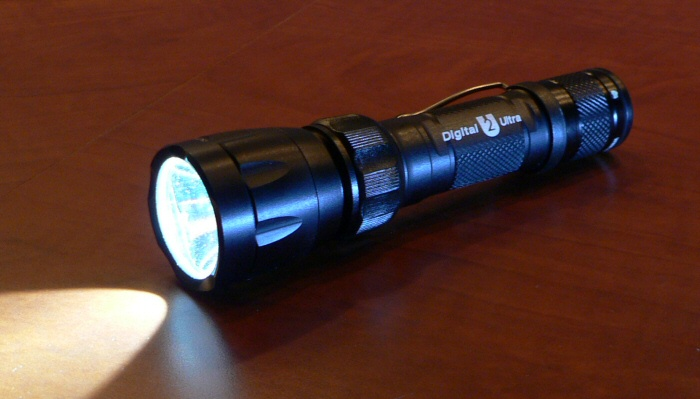
SureFire U2. Elektronicznie regulowana, latarka LED o zmiennej mocy wyjściowej

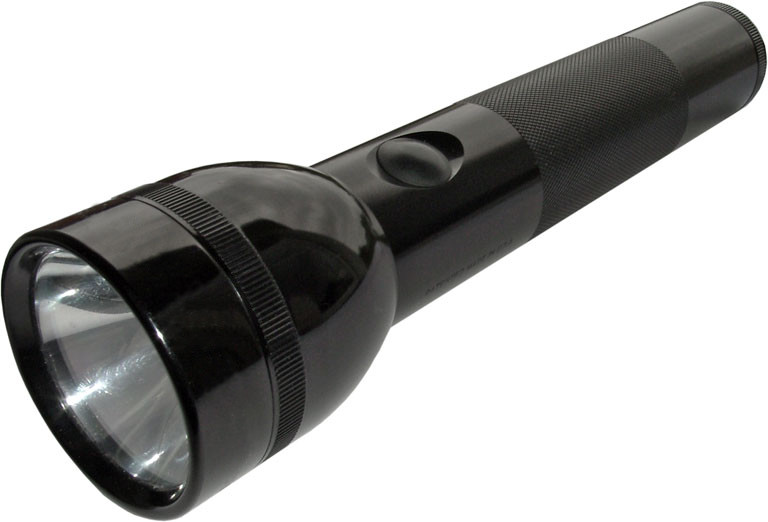
Latarka

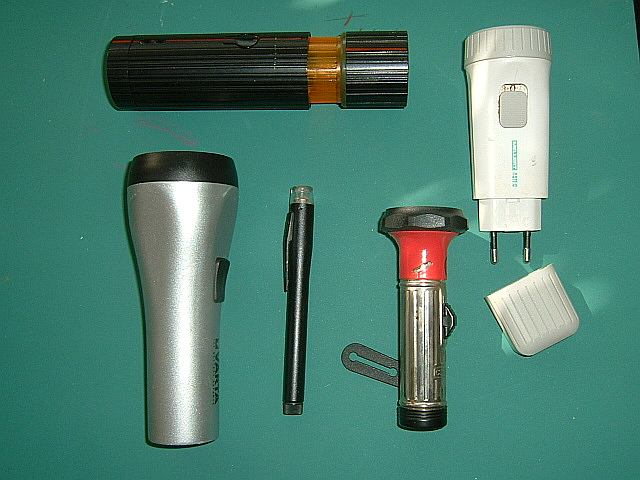
Różne latarki

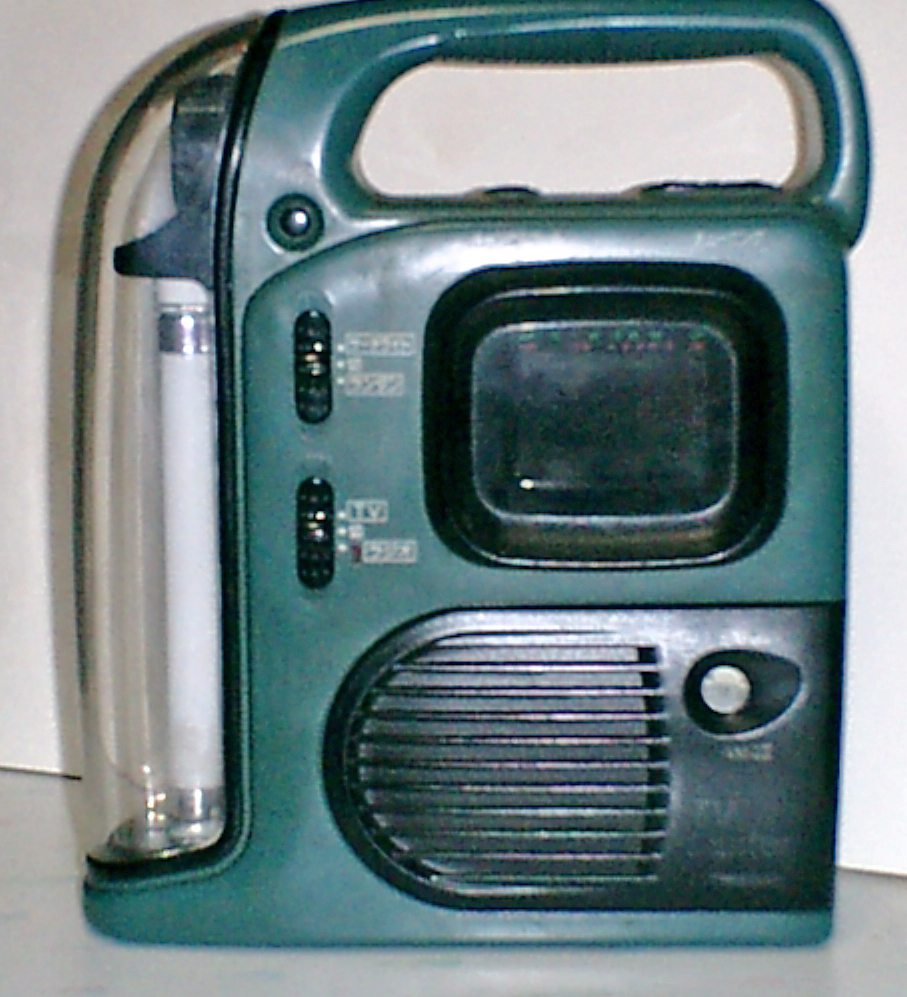
Latarka wielofunkcyjna ze świetlówką

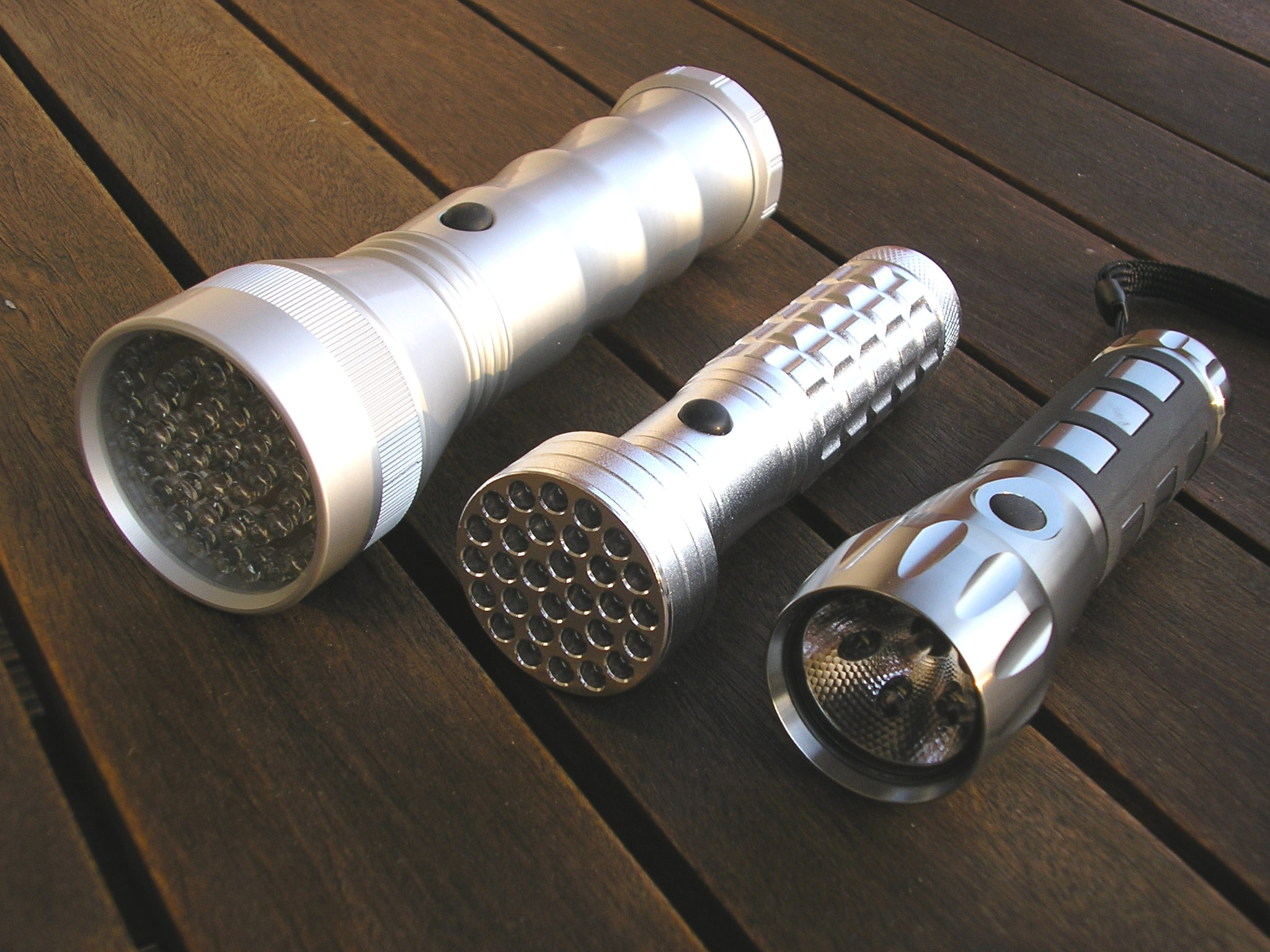

Latarka elektryczna – rodzaj lampy elektrycznej, emitującej światło punktowe. Źródłem światła w latarce jest zwykle żarówka o niewielkiej mocy, zasilana bateriami. Do skupiania światła używa się reflektora parabolicznego. Wszystkie części latarki, wraz z odpowiednimi obwodami elektrycznymi, są montowane w obudowie o niewielkich rozmiarach i masie, zapewniającej niezbędną ochronę żarówce.

## Zasilanie
Najpopularniejsze są latarki na napięcia:
- 3 V – dwa ogniwa o napięciu 1,5 wolta, na przykład R6 (popularne „paluszki”), R14, R20 (największe) lub ogniwo litowe CR123;
- 3,6 V – zasilane przez akumulatory litowo-jonowe o różnych rozmiarach (na przykład 18650, 14500). Produkowane były latarki zasilane baterią trzech szeregowo połączonych akumulatorów NiCd lub NiMH;
- 4,5 V – jedna bateria 3R12 (tak zwana „płaska” zawierająca trzy ogniwa R12), rzadziej trzy ogniwa 1,5 V (np. LR03 lub LR6);
- 6 V – cztery ogniwa 1,5 V, rzadziej akumulatory, często kompaktowe z żarówką halogenową;
- 9 V – najczęściej sześć ogniw R20, tak zwane latarki policyjne;
- 12 V – duże latarki akumulatorowe, bądź największe latarki policyjne na osiem ogniw R20.

## Z żarówką
W latarkach zazwyczaj stosuje się żarówki kryptonowe, które z racji małej objętości bańki, zazwyczaj nie są droższe od gorszych argonowych, zaś świecą jaśniej bielszym światłem. W latarkach, które muszą świecić naprawdę jasno, używa się żarówek halogenowych – są kilkakrotnie droższe od zwykłych żarówek, lecz świecą jasno niemal białym światłem. Niestety, pobierają więcej prądu i bardzo się nagrzewają, więc nie w każdej latarce można ich używać (gdyż na przykład reflektor może ulec stopieniu, bądź bateria nie będzie w stanie zasilać jej przez wystarczająco długi czas).

## Z diodą LED
Coraz popularniejsze stają się latarki diodowe – ich światło może być dowolnej barwy (monochromatycznej lub luminescencyjnej), najczęściej zimno-białej, która po zmierzchu jest lepiej postrzegana przez pręciki ludzkiego oka. Dzięki wysokiej wydajności diod zasilanych impulsami prądu wysokiej częstotliwości, zużywają znacznie mniej energii, niż klasyczne rozwiązania. Zazwyczaj mają zupełnie inną konstrukcję od latarek na żarówki, przez co nie można tych źródeł światła w latarce stosować wymiennie. Na rynku dostępne są żarówki (nazwa zwyczajowa, gdyż nie posiadają żarnika) będące właściwie diodą, bądź kilkoma diodami i elektroniką sterującą (w postaci rezystora albo źródła stałoprądowego) zamontowanymi w oprawce umożliwiającej umieszczenie ich zamiast zwykłej żarówki, lecz z powodu innej budowy nie jest możliwe poprawne wykorzystanie reflektora (dioda LED ma inny rozkład emisji światła niż żarówka). 

## Ze świetlówką
W latarkach, które mają zapewnić równomierne oświetlenie terenu, zamiast punktowego oświetlenia, stosuje się małe świetlówki. Te wykazują się bardzo dobrym stosunkiem ilości światła do pobieranego prądu, lecz wymagają specjalnego układu, który wytworzy odpowiednio wysokie napięcie dla świetlówki oraz startera, bez którego działać nie mogą. Świecą światłem niemal białym, zimnym, bądź ciepłym, zależnie od rodzaju świetlówki. Dodatkowo zastosowanie ich ogranicza się jedynie do dookólnego oświetlania terenu, gdyż z racji tego, że świecą całą swoją powierzchnią, nie da się tego światła skupić ani soczewką, ani reflektorem. Latarek z lampami sodowymi, ksenonowymi, czy rtęciowymi nie produkuje się.